# Darevskia clarkorum
Darevskia clarkorum este o specie de șopârle din genul Darevskia, familia Lacertidae, ordinul Squamata, descrisă de Ilya Sergeevich Darevsky și Vedmederja 1977. A fost clasificată de IUCN ca specie în pericol. Conform Catalogue of Life specia Darevskia clarkorum nu are subspecii cunoscute.